# Ciangugu
Ciangugu (em inglês: Cyangugu ou Shangugu) é uma cidade de Ruanda, capital do Distrito Ruzizi, na Província do Oeste. A cidade fica no extremo sul do lago Quivu, e é contígua com Bucavu, na República Democrática do Congo, separada desta pelo rio Ruzizi. Duas pontes e uma barragem são usadas como meio de atravessar a fronteira do rio.
A cidade tem duas áreas principais: a própria Ciangugu, que é formada pelo distrito de baixa densidade, na margem do lago Quivu, e Camembe, região de maior densidade populacional e importante área industrial e de transporte, voltada mais para o interior do país e para o norte. O Aeroporto Camembe serve a cidade com 11 voos por semana para Quigali, capital federal.
A cidade fica perto da Floresta Nyungwe, um destino turístico popular, sendo um dos últimos remanescentes florestais de Ruanda e o habitat natural de chimpanzés e muitas outras espécies de primatas.
Em 2005, a cidade tinha uma população de aproximadamente 63 883 habitantes. Está localizada a 2º 48' Sul e a 28º 90' Leste.
Em Ciangugu está localizado um dos campus da Universidade de Ruanda.